# Mezilaurus navalium
Mezilaurus navalium là một loài thực vật thuộc họ Lauraceae. Đây là loài đặc hữu của Brasil.